# Aygül Özkan
Aygül Özkan (Hamburgo, 27 de agosto de 1971) é uma advogada e política alemã do União Democrata Cristã (CDU). Ela é membra do CDU desde 2004 e foi ministra no estado da Baixa Saxônia, no Segundo Gabinete Wulff e no Gabinete McAllister entre 2010 e 2013. Ela foi a primeira política alemã de ascendência turca e muçulmana servindo como ministra.

## Vida pessoal
O pai de Özkan migrou de Ancara na Turquia para residir em Hamburgo na Alemanha, na década de 1960, onde trabalhou pela primeira vez para o correio federal alemão e posteriormente montou um negócio como alfaiate.
Özkan tornou-se cidadã alemã aos 18 anos. Ela passou a frequentar o curso de Direito na Universidade de Hamburgo e tornou-se advogada em 1998. Ela tem um filho.

## Carreira
Özkan entrou no partido União Democrata-Cristã (CDU) em 2004, e foi nomeada Ministra de Assuntos Sociais, da Mulher, Família, Saúde e Integração no estado da Baixa Saxônia, servindo nos gabinetes dos sucessivos presidentes Christian Wulff e David McAllister, de 27 de abril de 2010 a 19 de fevereiro de 2013.
Nas negociações para formar um governo de coalizão dos democratas-cristãos (CDU junto com a CSU) e o Partido Democrático Livre (FDP) após as eleições nacionais de 2013, ela fez parte do grupo sobre integração e migração, liderado por Maria Böhmer e Aydan Özoğuz. Ela causou algumas controvérsias no establishment político alemão, pois se opunha à tradição cristã, bem como ao véu muçulmano nas escolas.
Em um comunicado de imprensa, Özkan anunciou sua aposentadoria da política a partir de 22 de julho de 2014. Ela assumiu o cargo de gerente geral de uma subsidiária do Deutsche Bank, em 1 de agosto de 2014. Ela trabalhou para a Deutsche Telekom e a holandesa TNT Express antes de entrar na política.  Em 2018, foi anunciada como candidata da CDU às eleições para prefeitos em 2020. Mas ela declinou de concorrer ao cargo devido a uma doença grave.

## Outras atividades
- Haus Rissen, membra do conselho de administração[7]
- Fundação Konrad Adenauer (KAS), membra do Conselho de Curadores[8]